# Bruce Weitz
Bruce Weitz est un acteur américain né le 27 mai 1943 à Norwalk, Connecticut (États-Unis).

## Filmographie

### Cinéma
- 1977 : The Private Files of J. Edgar Hoover de Larry Cohen : Voix sur cassette
- 1992 : Société secrète de Richard Danus: Capitaine Nelson Silva
- 1993 : The Liars' Club de Jeffrey Porter : Jack
- 1994 : Molly et Gina de Paul Leder : Paymer
- 1995 : Prehysteria! 3 (en) de David DeCoteau : Hal MacGregor (vidéo)
- 1995 : Vif comme le vent (Windrunner) de William Clark et William Tannen (non crédité) : Coach Woodhouse
- 1995 : Cops n Roberts de Peter Crane :
- 1996 : Indomptables (cy) (Coyote Summer) de Matias Alvarez : Snapper
- 1998 : Shattered Illusions de Becky Best : Henry
- 1998 : Deep Impact de Mimi Leder : Stuart Caley
- 1998 : Démoniaque (The Landlady) de Robert Malenfant : Pepper McAllen
- 1998 : Memorial Day de Worth Keeter : Jules
- 1998 : Fool's Gold de Jeffrey Janger : Shérif Matson
- 1999 : The Wacky Adventures of Ronald McDonald: The Legend of Grimace Island de Jim Duffy : Blather (voix)
- 1999 : Piège dans l'espace (Velocity Trap) de Phillip J. Roth : Capitaine « Turd » Fenner
- 1999 : Gut Feeling de Ian Sears :
- 2000 : Un amour sauvé de l'enfer (One Hell of a Guy) de James David Pasternak : Eddie
- 2001 : Mach 2 (en) de Fred Olen Ray : Phil Jefferson
- 2001 : Focus de Roger Roth : Earl
- 2001 : Face au tueur (Facing the Enemy) de Robert Malenfant : Lieutenant Carl Runyon
- 2002 : Mission Alcatraz (Half Past Dead) de Don Michael Paul : Lester McKenna
- 2002 : No Place Like Home de Craig Clyde (en) : Dalrymple
- 2003 : The Entrepreneurs de Marcus Gautesen : Xavier Felix
- 2004 : Dinocrocodile, la créature du lac (Dinocroc) de Kevin O'Neill : Dr Campbell
- 2006 : El Cortez de Stephen Purvis : Popcorn
- 2007 : The Dukes (en) de Robert Davi : Toulio
- 2007 : The Metrosexual de Adam Kaufman : Lou Bremer
- 2008 : Triloquist (en) de Mark Jones (en) : Dummy (voix)
- 2008 : Quality Time (en) de Chris LaMont (en) : Jack Savage

### Télévision

#### Téléfilms
- 1981 : Every Stray Dog and Kid de James Burrows :
- 1981 : Meurtre d'une créature de rêve (en) (Death of a Centerfold: The Dorothy Stratten Story) de Gabrielle Beaumont : Paul Snider
- 1985 : A Reason to Live (en) de Peter Levin (en) : Bob Cousins
- 1987 : Touristes en délire (If It's Tuesday, It Still Must Be Belgium) de Bob Sweeney : Martini
- 1988 : L'instinct d'une mère (Baby M) de James Steven Sadwith (en) : Rick Whitehead
- 1989 : Un silence coupable (A Deadly Silence) de John Patterson : Détective McCready
- 1989 : Appel au secours (A Cry for Help: The Tracey Thurman Story) de Robert Markowitz : Burton Weinstein
- 1989 : Fair Game de Noel Nosseck : Joe Maples
- 1990 : L'enquête interdite (Rainbow Drive) de Bobby Roth : Dan Crawford
- 1990 : Leona Helmsley: The Queen of Mean de Richard Michaels (en) : Joe Lubin
- 1991 : Babe Ruth de Mark Tinker : Miller Huggins
- 1993 : Nick's Game de Robert Singer : Alex
- 1995 : The O.J. Simpson Story de Jerrold Freedman : Robert Shapiro
- 1995 : Le Feu du secret (en) (Her Hidden Truth) de Dan Lerner : Lieutenant Ricky Levine
- 1995 : Danielle Steel : Naissances (Mixed Blessings) de Bethany Rooney (en) : Docteur
- 1996 : The Legend of the Ruby Silver de Charles Wilkinson : Bill McLean
- 1996 : Justice maternelle (Justice for Annie: A Moment of Truth Movie) de Noel Nosseck : Détective McAdams
- 1996 : Détournement du bus CX-17 (Sudden Terror: The Hijacking of School Bus #17) de Paul Schneider (en) : Lieutenant Dominick Caroselli
- 1997 : Breaking the Surface: The Greg Louganis Story de Steven Hilliard Stern : Ron O'Brien
- 2002 : Joe and Max (en) de Steve James : Mike Jacobs
- 2006 : Toute une vie à aimer (Though None Go with Me) de Armand Mastroianni : Will Bishop

#### Séries télévisées
- 1976 : Ryan's Hope : ADA Benjamin Levine (Épisode 185 et 209)
- 1977 : The CBS Festival of Lively Arts for Young People : (Saison 4 - Épisode 5)
- 1977 : Quincy (Quincy, M.E.) : Boyd (Saison 3 - Épisode 9)
- 1978 : Happy Days : Robert (Saison 6 - Épisode 6)
- 1979 : The White Shadow (en) : Joe Kelly (Saison 1 - Épisode 8)
- 1979 : Paris (en) : Haggart (Saison 1 - Épisode 7)
- 1981-1987 : Capitaine Furillo (Hill Street Blues) : Sergent Mick Belker (144 épisodes)
- 1982 : Saturday Night Live : (Saison 7 - Épisode 16)
- 1987 : Matlock : Lieutenant Jim Manning (Saison 2 - Épisode 7)
- 1987-1988 : Mama's Boy : Jake McCaskey (Saison 1 - Épisodes 1 à 6)
- 1989 : La Cinquième Dimension (The Twilight Zone) : Simon Foster (Saison 3 - Épisode 23)
- 1989 : Jack Killian, l'homme au micro (Midnight Caller) : Ed Adderly (Saison 2 - Épisode 4)
- 1989 : Le voyageur (The Hitchhiker) : Ray (Saison 5 - Épisode 19)
- 1990 : Ray Bradbury présente (en) (The Ray Bradbury Theater) : Albert Brock (Saison 4 - Épisode 2)
- 1991-1992 : Anything But Love (en) : Mike Urbanek (28 épisodes)
- 1993 : Guerres privées (Civil Wars) : Bernard Ryman'(Saison 2 - Épisode 15)
- 1994 : Highlander : Thomas Sullivan (Saison 2 - Épisode 11)
- 1994 : Duckman: Private Dick/Family Man : (voix) (Saison 1 - Épisode 1)
- 1994 : The Byrds of Paradise (en) : Dr Murray Rubinstein (Saison 1 - Épisode 2, 5 et 7)
- 1994 : Dream On : Policier (Saison 5 - Épisode 2)
- 1994 : Loïs et Clark : Les Nouvelles Aventures de Superman (Lois & Clark: The New Adventures of Superman) : Martin Snell (Saison 2 - Épisode 5)
- 1994 : Batman (Batman: The Animated Series) : Lock-Up / Lyle Bolton (voix) (Saison 3 - Épisode 9)
- 1995 : Drôles de Monstres (Aaahh!!! Real Monsters) : Porg / Luxor (voix) (Saison 1 - Épisode 11 et Saison 2 - Épisode 1)
- 1995 : X-Files : Aux frontières du réel (The X Files) : Agent Bocks (Saison 2 - Épisode 13 : Le Fétichiste)
- 1995 : Duckman: La Loi de la Nouvelle-Orléans (en) (Sweet Justice) : Hargrove (Saison 1 - Épisode 12)
- 1995 : Arabesque (Murder, She Wrote) : Dr Max Franklin (Saison 11 - Épisode 15)
- 1996 : Cybill : Officier Bart Coleman (non crédité) (Saison 1 - Épisode 19)
- 1996 : Les Sœurs Reed (Sisters) : Pug Finnegan (Saison 6 - Épisode 14, 15, 19 et 22)
- 1996 : New York Police Blues (NYPD Blue) : Lawrence Curry (Saison 4 - Épisode 6)
- 1996-1998 : Superman, l'Ange de Metropolis (Superman: The Animated Series) : Bruno « Ugly » Mannheim (voix) (Saison 1 - Épisode 4 et 12, Saison 2 - Épisode 15 et 28)
- 1997-2004 : JAG : Paul « Seal » Bauwer / Hank Olin (Saison 2 - Épisode 12 et Saison 10 - Épisode 9)
- 1998 : Profiler : Bill Porter (Saison 2 - Épisode 15)
- 1998 : Un tandem de choc (Due South) : Huck Bogart (Saison 4 - Épisode 1)
- 1999 : Rocket Power : Longboarder (voix) (Saison 1 - Épisode 14)
- 2000 : Chicken Soup for the Soul : Mr Fineman (Épisode 7)
- 2000 : À la Maison-Blanche (The West Wing) : Sénateur de la majorité (Saison 1 - Épisode 20)
- 2000 : Walker, Texas Ranger (The West Wing) : Capitaine Ryder (Saison 9 - Épisode 2)
- 2000-2001 : Bull : Edward Rufo (Saison 1 - Épisode 3 et 12)
- 2001 : Deuxième chance (Once and Again) : Capitaine Patterson (Saison 2 - Épisode 14)
- 2001 : Mon ex, mon coloc et moi (Cursed, The Weber Show) : Art Blankey (Saison 1 - Épisode 10)
- 2002 : New York 911 (Third Watch) : Oncle Mike (Saison 3 - Épisode 21)
- 2002-2003 : Amy (Judging Amy) : Martin (Saison 4 - Épisode 2, 3, 5, 7 et 18)
- 2002-2003 : Le protecteur (The Guardian) : Ed Straka / Père de Jake (Saison 1 - Épisode 17 et Saison 3 - Épisode 6)
- 2003 : Doc : Gunny (Saison 3 - Épisode 11)
- 2003 : Urgences (ER) : Alderman John Bright (Saison 9 - Épisode 12, 13, 14 et 17)
- 2003 : The Practice : Bobby Donnell et Associés (The Practice) : Robert Webb (Saison 8 - Épisode 7)
- 2004 : Sue Thomas, l'œil du FBI (Sue Thomas: F.B.Eye) : Wes Kenner (Saison 2 - Épisode 14)
- 2005 : Grey's Anatomy : Edward Levangie (Saison 1 - Épisode 6)
- 2005 : Ghost Whisperer : Tobias Northrop (Saison 1 - Épisode 5)
- 2007 : Dexter : Lenny Asher (Saison 2 - Épisode 8)
- 2007-2012 : Hôpital central (General Hospital) : Johnny Zacchara / Anthony Zacchara (248 épisode)
- 2008 : Les experts (CSI: Crime Scene Investigation) : Leon Slocomb (Saison 9 - Épisode 12)
- 2010 : Lie to Me : Leo O'Sullivan (Saison 2 - Épisode 13)
- 2013 : Les Feux de l'amour (The Young and the Restless) : Barry (Épisode 10139 et 10140)

## Distinctions

### Récompenses
- Emmy Award 1984 : Meilleur acteur dans un second rôle dans Hill Street blues